# Ниас (округ)
Ниас (индон. Nias) — округ в провинции Северная Суматра. Административный центр — город Гунунгситоли (несмотря на то, что сам город не входит в округ).

## История
Ранее округ занимал весь остров Ниас, но в 2008 году из него были выделены округа Северный Ниас, Южный Ниас, Западный Ниас и муниципалитет Гунунгситоли.

## Население
Согласно оценке 2010 года, на территории округа проживало 132 329 человек.

## Административное деление
Округ делится на следующие районы:
- Баволато
- Ботомузой
- Гидо
- Хили-Серангкай
- Хилидухо
- Иданогаво
- Мау
- Сомоло-моло
- Улугаво